# 아메리코 라이베리아인
아메리코-라이베리아인(Americo-Liberian)은 아프리카계 미국인을 비롯하여 일부 아프로 카리브인과 시에라리온의 해방 흑인에서 유래한 라이베리아의 민족 집단이다. 이들은 주로 19세기 미국의 흑인 노예제로부터 해방되어 자유를 찾아 라이베리아로 이주한 건국 집단의 후예이다. 이들이 스스로 가지는 정체성에 의하여 구분된다.
"콩고인"(Congo)이라는 이칭은 본래의 아메리코-라이베리아인들이 콩고 분지 출신의 해방 노예 5천 명과 500명의 바베이도스 이민자를 아메리코-라이베리아인 사회에 받아들이면서 널리 쓰이기 시작했다. 19세기까지는 서로 구분되었으나 오늘날에는 "아메리코-라이베리아인"과 동의어로 여겨지며, 다양한 해방 노예나 자유 흑인으로서 1822년 이후 라이베리아에 정착한 인구와 그 후손을 가리키는 용어로 쓰인다.
이들은 정착을 시작한 1800년대부터 1980년까지 절대적 소수임에도 지배적인 소수집단으로서 신생 국가 라이베리아를 통치했으며, 토착 상류층과 함께 국가의 정치, 사회, 문화, 경제 분야를 주도했다. 1980년 새뮤얼 도의 쿠데타 이후 이들의 정치적 우위는 무너졌다.